# Football Club Nordsjælland 2012-2013
Questa voce raccoglie le informazioni riguardanti il Football Club Nordsjælland nelle competizioni ufficiali della stagione 2012-2013.

## Stagione
Il Nordsjælland chiuse il campionato al secondo posto in classifica, centrando così la qualificazione ai turni preliminari della Champions League 2013-2014. L'avventura nella Coppa di Danimarca 2012-2013 si chiuse invece agli ottavi di finale, con l'eliminazione per mano del Midtjylland. La squadra partecipò anche alla Champions League 2012-2013, ma si classificò al quarto posto nella fase a gironi, che la vedeva contrapposta a Juventus, Šachtar e Chelsea.

## Maglie e sponsor
Lo sponsor tecnico per la stagione 2012-2013 fu H2O, mentre lo sponsor ufficiale fu Jyske Banke. La divisa casalinga era completamente rossa, con inserti bianchi. Quella da trasferta era invece totalmente celeste, sempre con inserti bianchi. La terza era invece color vinaccia.
| Casa | Trasferta | Terza divisa |

## Rosa
| N. |                        | Ruolo | Calciatore          |
| -- | ---------------------- | ----- | ------------------- |
| 1  | Danimarca (bandiera)   | P     | Jesper Hansen       |
| 2  | Danimarca (bandiera)   | D     | Jores Okore         |
| 3  | Costa Rica (bandiera)  | D     | Francisco Calvo     |
| 3  | Danimarca (bandiera)   | D     | Jacob Egeris        |
| 4  | Stati Uniti (bandiera) | C     | Conor O'Brien       |
| 4  | Danimarca (bandiera)   | D     | Henrik Kildentoft   |
| 5  | Danimarca (bandiera)   | A     | Anders Christiansen |
| 6  | Ghana (bandiera)       | C     | Enoch Adu           |
| 7  | Danimarca (bandiera)   | C     | Nicolai Stokholm    |
| 8  | Danimarca (bandiera)   | C     | Patrick Mtiliga     |
| 9  | Brasile (bandiera)     | A     | Ricardo Bueno       |
| 9  | Danimarca (bandiera)   | A     | Tobias Mikkelsen    |
| 10 | Danimarca (bandiera)   | A     | Mikkel Beckmann     |
| 11 | Danimarca (bandiera)   | A     | Morten Nordstrand   |
| 12 | Portogallo (bandiera)  | D     | João Pereira        |
| 12 | Svezia (bandiera)      | A     | Rawez Lawan         |
| 13 | Danimarca (bandiera)   | A     | Oğuz Han Aynaoğlu   |
| 14 | Svezia (bandiera)      | A     | Joe Sise            |
| 15 | Paesi Bassi (bandiera) | A     | Joshua John         |
| 16 | Danimarca (bandiera)   | P     | Thomas Villadsen    |
| 17 | Danimarca (bandiera)   | C     | Søren Christensen   |
| 18 | Danimarca (bandiera)   | A     | Uffe Bech           |
| 18 | Stati Uniti (bandiera) | D     | Michael Parkhurst   |
| 19 | Danimarca (bandiera)   | D     | Mark Gundelach      |

| N. |                      | Ruolo | Calciatore          |
| -- | -------------------- | ----- | ------------------- |
| 20 | Danimarca (bandiera) | C     | Kasper Lorentzen    |
| 21 | Croazia (bandiera)   | D     | Ivan Runje          |
| 22 | Danimarca (bandiera) | A     | Andreas Laudrup     |
| 23 | Croazia (bandiera)   | C     | Mario Tičinović     |
| 24 | Ghana (bandiera)     | C     | Kamal Issah         |
| 24 | Danimarca (bandiera) | A     | Christian Gytkjær   |
| 25 | Danimarca (bandiera) | P     | David Jensen        |
| 27 | Danimarca (bandiera) | D     | Seejou King         |
| 28 | Danimarca (bandiera) | A     | Nichlas Rohde       |
| 29 | Danimarca (bandiera) | D     | Søren Henriksen     |
| 30 | Danimarca (bandiera) | C     | Lasse Petry         |
| 31 | Danimarca (bandiera) | C     | Mikkel Jensen       |
| 31 | Danimarca (bandiera) | C     | Mathias Nielsen     |
| 31 | Norvegia (bandiera)  | D     | Ragnvald Soma       |
| 32 | Danimarca (bandiera) | P     | Jannich Storch      |
| 33 | Svezia (bandiera)    | C     | Filip Pivkovski     |
| 34 | Danimarca (bandiera) | C     | Emiliano Hansen     |
| 35 | Danimarca (bandiera) | D     | Andreas Maxsø       |
| 36 | Danimarca (bandiera) | A     | Kristian Lindberg   |
| 39 | Danimarca (bandiera) | D     | Nicolai Johannesen  |
| 40 | Danimarca (bandiera) | D     | Pascal Gregor       |
| 42 | Danimarca (bandiera) | A     | Philip Zinckernagel |
| 44 | Danimarca (bandiera) | C     | Hakan Redzep        |
| 47 | Danimarca (bandiera) | D     | Mathias Knudsen     |

## Calciomercato

### Sessione estiva(dal 01/07 al 31/08)
| Acquisti | Acquisti            | Acquisti       | Acquisti      |
| R.       | Nome                | da             | Modalità      |
| -------- | ------------------- | -------------- | ------------- |
| P        | David Jensen        | Fredericia     | fine prestito |
| P        | Thomas Villadsen    | Ceahlăul       | fine prestito |
| D        | Ragnvald Soma       |                | svincolato    |
| C        | Kamal Issah         | Rennes         | definitivo    |
| C        | Anders Christiansen | Lyngby         | definitivo    |
| C        | Kasper Lorentzen    | Randers        | fine prestito |
| C        | Mario Tičinović     | Hajduk Spalato | definitivo    |
| A        | Joshua John         | Twente         | prestito      |
| A        | Morten Nordstrand   | Copenaghen     | definitivo    |

| Cessioni | Cessioni          | Cessioni       | Cessioni      |
| R.       | Nome              | a              | Modalità      |
| -------- | ----------------- | -------------- | ------------- |
| P        | David Jensen      | Fredericia     | prestito      |
| P        | Rune Pedersen     |                | svincolato    |
| D        | Andreas Bjelland  | Twente         | definitivo    |
| D        | Jacob Egeris      | Viborg         | prestito      |
| D        | Mathias Nielsen   |                | svincolato    |
| C        | Mario Tičinović   | Hajduk Spalato | fine prestito |
| A        | Andreas Granskov  |                | svincolato    |
| A        | Christian Gytkjær | Sandnes Ulf    | prestito      |
| A        | Tobias Mikkelsen  | Greuther Fürth | definitivo    |
| A        | Mads Thomsen      |                | svincolato    |

### Sessione invernale(dal 01/01 al 31/01)
| Acquisti | Acquisti          | Acquisti         | Acquisti      |
| R.       | Nome              | da               | Modalità      |
| -------- | ----------------- | ---------------- | ------------- |
| D        | Francisco Calvo   | Pérez Zeledón    | definitivo    |
| D        | João Pereira      | Sheriff Tiraspol | definitivo    |
| C        | Conor O'Brien     | SønderjyskE      | definitivo    |
| A        | Uffe Bech         | Lyngby           | definitivo    |
| A        | Ricardo Bueno     | Monte Azul       | prestito      |
| A        | Christian Gytkjær | Sandnes Ulf      | fine prestito |

| Cessioni | Cessioni          | Cessioni         | Cessioni   |
| R.       | Nome              | a                | Modalità   |
| -------- | ----------------- | ---------------- | ---------- |
| P        | David Jensen      | AB               | prestito   |
| D        | Søren Henriksen   | Lyngby           | definitivo |
| D        | Henrik Kildentoft | Haugesund        | definitivo |
| D        | Seejou King       | Sporting Lisbona | prestito   |
| D        | Michael Parkhurst | Augusta          | definitivo |
| D        | Ragnvald Soma     | Lyngby           | definitivo |
| C        | Enoch Adu         | Club Bruges      | definitivo |
| A        | Mikkel Beckmann   | APOEL            | definitivo |
| A        | Christian Gytkjær | Haugesund        | definitivo |
| A        | Andreas Laudrup   | Saint-Étienne    | prestito   |
| A        | Rawez Lawan       | IFK Norrköping   | definitivo |
| A        | Nichlas Rohde     | Breiðablik       | prestito   |

## Risultati

### Superligaen
| Arbitro: | Jensen |

|  |           |                                                   |
|  | Marcatori | 7’ Lorentzen 31’ Laudrup 83’ Stokholm 90’ Gytkjær |

| Arbitro: | Rasmussen |

|                                  |           |              |
| Hassan 13’ Janssen 34’ Albæk 54’ | Marcatori | 90’ Stokholm |

| Arbitro: | Johansen |

|                 |           |            |
| Christensen 16’ | Marcatori | 81’ Traoré |

| Arbitro: | Hansen |

|             |           |          |
| Nielsen 85’ | Marcatori | 88’ John |

| Arbitro: | Rasmussen |

|                                                   |           |          |
| John 3’, 27’, 34’, 36’ Parkhurst 6’ Lorentzen 78’ | Marcatori | 63’ Bech |

| Arbitro: | Tykgaard |

|  |           |               |
|  | Marcatori | 75’ Parkhurst |

| Arbitro: | Poulsen |

|                                                  |           |             |
| John 4’ Mtiliga 51’ Christensen 55’ Beckmann 78’ | Marcatori | 34’ Antipas |

| Farum 2 settembre 2012, ore 17:00 8ª giornata | Nordsjælland   | 0 – 0 referto | Brøndby | Farum Park (7.412 spett.)\| Arbitro: \| Christoffersen \| |
| Arbitro:                                      | Christoffersen |               |         |                                                           |

| Arbitro: | Hansen |

|                            |           |                        |
| Vetokele 72’ Cornelius 79’ | Marcatori | 45’ (aut.) Christensen |

| Arbitro: | Kehlet |

|          |           |              |
| John 32’ | Marcatori | 45’ Schwartz |

| Arbitro: | Maae |

|                                     |           |  |
| John 32’ Lorentzen 51’ Stokholm 89’ | Marcatori |  |

| Arbitro: | Kristoffersen |

|                            |           |  |
| Vadócz 32’, 71’ Kadrii 36’ | Marcatori |  |

| Arbitro: | Poulsen |

|                                      |           |  |
| Nordstrand 72’ Okore 75’ Laudrup 79’ | Marcatori |  |

| Arbitro: | Tykgaard |

|           |           |  |
| Okore 19’ | Marcatori |  |

| Arbitro: | Kehlet |

|              |           |                             |
| Bechmann 33’ | Marcatori | 39’ Nordstrand 72’ Beckmann |

| Arbitro: | Tykgaard |

|                                    |           |                         |
| Christensen 4’ Stokholm 82’ (rig.) | Marcatori | 1’ Fischer 72’ Schwartz |

| Arbitro: | Jensen |

|  |           |                        |
|  | Marcatori | 57’ John 65’ Lorentzen |

| Arbitro: | Svendsen |

|              |           |  |
| Ernemann 49’ | Marcatori |  |

| Arbitro: | Kehlet |

|                                            |           |  |
| Christiansen 4’ Beckmann 54’ Tičinović 90’ | Marcatori |  |

| Arbitro: | Johansen |

|                                           |           |                     |
| Delaney 24’ Santin 38’, 52’ Cornelius 90’ | Marcatori | 76’ (rig.) Beckmann |

| Arbitro: | Nystrup Kragh |

|             |           |  |
| Lindberg 8’ | Marcatori |  |

| Arbitro: | Tykgaard |

|           |           |          |
| Albæk 70’ | Marcatori | 42’ Bech |

| Arbitro: | Larsen |

|  |           |                         |
|  | Marcatori | 5’ (aut.) Augustinussen |

| Arbitro: | Poulsen |

|                                              |           |                   |
| Christensen 23’, 62’ John 39’ Nordstrand 59’ | Marcatori | 54’, 77’ Petersen |

| Arbitro: | Maae |

|                                   |           |              |
| Nordstrand 10’ Bech 47’ Okore 72’ | Marcatori | 3’ Andersson |

| Arbitro: | Nystrup Kragh |

|  |           |                          |
|  | Marcatori | 36’ Petry 72’ Nordstrand |

| Arbitro: | Kehlet |

|                           |           |                                          |
| Mtiliga 7’ Nordstrand 26’ | Marcatori | 5’ Sigurðsson 66’ Vetokele 78’ Cornelius |

| Randers 21 aprile 2013, ore 13:00 28ª giornata | Randers | 0 – 0 referto | Nordsjælland | AutoC Park Randers (5.787 spett.)\| Arbitro: \| Poulsen \| |
| Arbitro:                                       | Poulsen |               |              |                                                            |

| Arbitro: | Svendsen |

|                                |           |                         |
| Christensen 21’ Nordstrand 70’ | Marcatori | 37’ Absalonsen 47’ Vibe |

| Arbitro: | Larsen |

|                           |           |                         |
| Svensson 49’ Risgaard 69’ | Marcatori | 16’ Tičinović 85’ Okore |

| Arbitro: | Johansen |

|                                                 |           |              |
| Stokholm 15’ Christiansen 65’, 67’ Aynaoğlu 85’ | Marcatori | 50’ Pedersen |

| Arbitro: | Kristoffersen |

|                                           |           |  |
| Makienok 19’, 75’ Rommedahl 38’ Phiri 58’ | Marcatori |  |

| Arbitro: | Tykgaard |

|             |           |  |
| O'Brien 33’ | Marcatori |  |

### Coppa di Danimarca
| Arbitro: | Svedborg |

|            |           |                                                |
| Larsen 83’ | Marcatori | 2’ Kildentoft 113’ Lorentzen 118’ Christiansen |

| Arbitro: | Kristoffersen |

|                            |           |                            |
| Tičinović 14’ Lindberg 86’ | Marcatori | 10’, 33’ Larsen 115’ Albæk |

### Champions League
| Arbitro: | Gil |

|                     |           |  |
| Mxit'aryan 44’, 76’ | Marcatori |  |

| Arbitro: | Strahonja |

|  |           |                                          |
|  | Marcatori | 44’, 76’ Mata 79’ David Luiz 89’ Ramires |

| Arbitro: | Aytekin |

|              |           |             |
| Beckmann 50’ | Marcatori | 81’ Vučinić |

| Arbitro: | Stavrev |

|                                                      |           |  |
| Marchisio 6’ Vidal 23’ Giovinco 37’ Quagliarella 75’ | Marcatori |  |

| Arbitro: | Gautier |

|                              |           |                                             |
| Nordstrand 24’ Lorentzen 29’ | Marcatori | 26’, 53’, 81’ Luiz Adriano 44’, 50’ Willian |

| Arbitro: | Nijhuis |

|                                                                     |           |          |
| David Luiz 38’ (rig.) Torres 45’, 56’ Cahill 51’ Mata 63’ Oscar 71’ | Marcatori | 46’ John |

## Statistiche

### Statistiche di squadra
| Competizione       | Punti | In casa | In casa | In casa | In casa | In casa | In casa | In trasferta | In trasferta | In trasferta | In trasferta | In trasferta | In trasferta | Totale | Totale | Totale | Totale | Totale | Totale | DR  |
| Competizione       | Punti | G       | V       | N       | P       | Gf      | Gs      | G            | V            | N            | P            | Gf           | Gs           | G      | V      | N      | P      | Gf     | Gs     | DR  |
| ------------------ | ----- | ------- | ------- | ------- | ------- | ------- | ------- | ------------ | ------------ | ------------ | ------------ | ------------ | ------------ | ------ | ------ | ------ | ------ | ------ | ------ | --- |
| Superligaen        | 60    | 17      | 11      | 5       | 1       | 41      | 15      | 16           | 6            | 4            | 6            | 19           | 22           | 33     | 17     | 9      | 7      | 60     | 37     | +23 |
| Coppa di Danimarca | -     | 1       | 0       | 0       | 1       | 2       | 3       | 1            | 1            | 0            | 0            | 3            | 1            | 2      | 1      | 0      | 1      | 5      | 4      | +1  |
| Champions League   | -     | 3       | 0       | 1       | 2       | 3       | 10      | 3            | 0            | 0            | 3            | 1            | 12           | 6      | 0      | 1      | 5      | 4      | 22     | -18 |
| Totale             | -     | 21      | 11      | 6       | 4       | 46      | 28      | 20           | 7            | 4            | 9            | 23           | 35           | 41     | 18     | 10     | 13     | 69     | 63     | +6  |

### Statistiche dei giocatori
| E. Adu          | 18 | 0  | 5  | 0 | 0 | 0 | 0 | 0 | 6 | 0 | 1 | 0 | 24 | 0  | 6  | 0 |
| O.H. Aynaoğlu   | 7  | 1  | 0  | 0 | 1 | 0 | 0 | 0 | 1 | 0 | 0 | 0 | 9  | 1  | 0  | 0 |
| M. Beckmann     | 15 | 4  | 5  | 0 | 1 | 0 | 0 | 0 | 5 | 1 | 0 | 0 | 21 | 5  | 5  | 0 |
| U. Bech         | 5  | 2  | 1  | 0 | 0 | 0 | 0 | 0 | 0 | 0 | 0 | 0 | 5  | 2  | 1  | 0 |
| R. Bueno        | 10 | 0  | 1  | 0 | 0 | 0 | 0 | 0 | 0 | 0 | 0 | 0 | 10 | 0  | 1  | 0 |
| F. Calvo        | 3  | 0  | 0  | 0 | 0 | 0 | 0 | 0 | 0 | 0 | 0 | 0 | 3  | 0  | 0  | 0 |
| S. Christensen  | 26 | 6  | 2  | 0 | 0 | 0 | 0 | 0 | 5 | 0 | 1 | 0 | 31 | 6  | 3  | 0 |
| A. Christiansen | 22 | 3  | 5  | 0 | 2 | 1 | 0 | 0 | 5 | 0 | 2 | 0 | 29 | 4  | 7  | 0 |
| J. Egeris       | 0  | 0  | 0  | 0 | 0 | 0 | 0 | 0 | 0 | 0 | 0 | 0 | 0  | 0  | 0  | 0 |
| P. Gregor       | 5  | 0  | 0  | 0 | 0 | 0 | 0 | 0 | 0 | 0 | 0 | 0 | 5  | 0  | 0  | 0 |
| M. Gundelach    | 25 | 0  | 3  | 0 | 2 | 0 | 1 | 0 | 1 | 0 | 0 | 0 | 28 | 0  | 4  | 0 |
| C. Gytkjær      | 2  | 1  | 0  | 0 | 0 | 0 | 0 | 0 | 0 | 0 | 0 | 0 | 2  | 1  | 0  | 0 |
| E. Hansen       | 3  | 0  | 0  | 0 | 0 | 0 | 0 | 0 | 0 | 0 | 0 | 0 | 3  | 0  | 0  | 0 |
| J. Hansen       | 33 | 0  | 0  | 0 | 0 | 0 | 0 | 0 | 6 | 0 | 1 | 0 | 39 | 0  | 1  | 0 |
| S. Henriksen    | 0  | 0  | 0  | 0 | 2 | 0 | 0 | 0 | 0 | 0 | 0 | 0 | 2  | 0  | 0  | 0 |
| K. Issah        | 3  | 0  | 0  | 0 | 2 | 0 | 1 | 0 | 1 | 0 | 0 | 0 | 6  | 0  | 1  | 0 |
| D. Jensen       | 0  | 0  | 0  | 0 | 0 | 0 | 0 | 0 | 0 | 0 | 0 | 0 | 0  | 0  | 0  | 0 |
| M. Jensen       | 1  | 0  | 0  | 0 | 0 | 0 | 0 | 0 | 0 | 0 | 0 | 0 | 1  | 0  | 0  | 0 |
| N. Johannesen   | 3  | 0  | 0  | 0 | 0 | 0 | 0 | 0 | 0 | 0 | 0 | 0 | 3  | 0  | 0  | 0 |
| J. John         | 22 | 10 | 2  | 0 | 0 | 0 | 0 | 0 | 6 | 1 | 1 | 0 | 28 | 11 | 3  | 0 |
| H. Kildentoft   | 4  | 0  | 1  | 0 | 2 | 1 | 1 | 0 | 1 | 0 | 0 | 0 | 7  | 1  | 2  | 0 |
| S. King         | 0  | 0  | 0  | 0 | 1 | 0 | 0 | 0 | 0 | 0 | 0 | 0 | 1  | 0  | 0  | 0 |
| M. Knudsen      | 0  | 0  | 0  | 0 | 0 | 0 | 0 | 0 | 0 | 0 | 0 | 0 | 0  | 0  | 0  | 0 |
| A. Laudrup      | 16 | 2  | 0  | 0 | 1 | 0 | 0 | 0 | 4 | 0 | 0 | 0 | 21 | 2  | 0  | 0 |
| R. Lawan        | 5  | 0  | 0  | 0 | 2 | 0 | 0 | 0 | 0 | 0 | 0 | 0 | 7  | 0  | 0  | 0 |
| K. Lindberg     | 14 | 1  | 2  | 0 | 1 | 1 | 0 | 0 | 0 | 0 | 0 | 0 | 15 | 2  | 2  | 0 |
| K. Lorentzen    | 20 | 4  | 0  | 0 | 1 | 1 | 0 | 0 | 6 | 1 | 1 | 0 | 27 | 6  | 1  | 0 |
| A. Maxsø        | 2  | 0  | 0  | 0 | 0 | 0 | 0 | 0 | 0 | 0 | 0 | 0 | 2  | 0  | 0  | 0 |
| P. Mtiliga      | 26 | 2  | 10 | 0 | 0 | 0 | 0 | 0 | 6 | 0 | 3 | 0 | 32 | 2  | 13 | 0 |
| M. Nielsen      | 0  | 0  | 0  | 0 | 0 | 0 | 0 | 0 | 0 | 0 | 0 | 0 | 0  | 0  | 0  | 0 |
| M. Nordstrand   | 22 | 7  | 3  | 0 | 0 | 0 | 0 | 0 | 5 | 1 | 0 | 0 | 27 | 8  | 3  | 0 |
| M. Parkhurst    | 16 | 2  | 4  | 0 | 0 | 0 | 0 | 0 | 6 | 0 | 2 | 0 | 22 | 2  | 6  | 0 |
| C. O'Brien      | 10 | 1  | 1  | 0 | 0 | 0 | 0 | 0 | 0 | 0 | 0 | 0 | 10 | 1  | 1  | 0 |
| J. Okore        | 29 | 4  | 6  | 0 | 0 | 0 | 0 | 0 | 5 | 0 | 0 | 0 | 34 | 4  | 6  | 0 |
| J. Pereira      | 0  | 0  | 0  | 0 | 0 | 0 | 0 | 0 | 0 | 0 | 0 | 0 | 0  | 0  | 0  | 0 |
| L. Petry        | 16 | 1  | 2  | 0 | 2 | 0 | 0 | 0 | 0 | 0 | 0 | 0 | 18 | 1  | 2  | 0 |
| F. Pivkovski    | 0  | 0  | 0  | 0 | 0 | 0 | 0 | 0 | 0 | 0 | 0 | 0 | 0  | 0  | 0  | 0 |
| H. Redzep       | 0  | 0  | 0  | 0 | 0 | 0 | 0 | 0 | 0 | 0 | 0 | 0 | 0  | 0  | 0  | 0 |
| N. Rohde        | 0  | 0  | 0  | 0 | 0 | 0 | 0 | 0 | 0 | 0 | 0 | 0 | 0  | 0  | 0  | 0 |
| I. Runje        | 28 | 0  | 4  | 0 | 0 | 0 | 0 | 0 | 6 | 0 | 2 | 0 | 34 | 0  | 6  | 0 |
| J. Sise         | 0  | 0  | 0  | 0 | 0 | 0 | 0 | 0 | 0 | 0 | 0 | 0 | 0  | 0  | 0  | 0 |
| R. Soma         | 1  | 0  | 0  | 0 | 1 | 0 | 0 | 0 | 0 | 0 | 0 | 0 | 2  | 0  | 0  | 0 |
| N. Stokholm     | 30 | 5  | 5  | 1 | 0 | 0 | 0 | 0 | 6 | 0 | 0 | 0 | 36 | 5  | 5  | 1 |
| J. Storch       | 0  | 0  | 0  | 0 | 0 | 0 | 0 | 0 | 0 | 0 | 0 | 0 | 0  | 0  | 0  | 0 |
| M. Tičinović    | 18 | 2  | 3  | 0 | 2 | 1 | 0 | 0 | 3 | 0 | 0 | 0 | 23 | 3  | 3  | 0 |
| T. Villadsen    | 0  | 0  | 0  | 0 | 2 | 0 | 0 | 0 | 0 | 0 | 0 | 0 | 2  | 0  | 0  | 0 |
| P. Zinckernagel | 0  | 0  | 0  | 0 | 0 | 0 | 0 | 0 | 0 | 0 | 0 | 0 | 0  | 0  | 0  | 0 |